# Epimetheus
Az Epimetheus a Szaturnusz bolygó egyik belső holdja. 1978-ban fedezte fel John Fountain (1944– ) és Stephen Larson (1945– ). A felfedezést 1980-ban a Voyager–1 műhold képei megerősítették. Alakja szferoid, méretei 140×120×105 km. Közel körpályán kering, inklinációja a Szaturnusz egyenlítőjéhez mindössze 0º,34. Átlagos távolsága 151 400 km a bolygó középpontjától. Keringési periódusa 0,695 nap.
Gyakorlatilag azonos pályán kering a Janus holddal, eleinte egy holdnak gondolták a kettőt. A Epimetheus némely krátere a 30 km átmérőt is meghaladja. A sok kráter azt jelzi, hogy a hold meglehetősen régi. Albedója viszonylag magas, a felszíne valószínűleg jeges, de egyes területek sötétebbek.